# 무라노

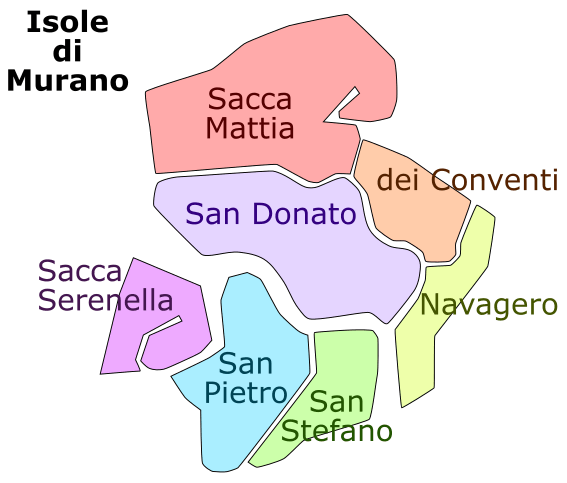
무라노

무라노(Murano)는 이탈리아 북동부 베네치아 본섬 북동쪽 마라니 운하를 따라 위치한 섬이다. 전체적으로 도시화되어있지만, 사카산타마티아 (Sacca S. Mattia) 지역에서는 지금도 간척이 계속되고있다. 인구는 약 4,485명이다. 크고 작은 7개의 섬으로 나뉘어 있지만 다리에 의해 연결되어있다. 중요한 기념물은 7세기에 지어진 12세기에 재건된 산티마리아 에 도나토 교회, 15 ~ 16세기에 지어진 파올로 베로네세와 조반니 벨리니의 그림이 있는 산 피에트로 마르티레 교회 등이다. 또한 무라노 유리의 생산지로도 잘 알려져 있다.

## 같이 보기
- 베네치아 유리
- 닛산 무라노